# 31569 Adriansonka
31569 Adriansonka este o planetă minoră (asteroid), cu un diametru de 4,113 km, din centura de asteroizi. A fost descoperită pe 22 martie 1999 la Stația Anderson Mesa de Lowell Observatory Near-Earth-Object Search. 
Obiectul prezintă o orbită caracterizată de o semiaxă mare de 2,3141031 UAi, o excentricitate de 0,12, o înclinație de 6,39625 ° în raport cu ecliptica.